# Aeroportul Marília
Aeroportul Marília (IATA: MII, ICAO: SBML) este un aeroport din São Paulo, Brazilia ce deservește zona Marília. Aeroportul a fost tranzitat în 2022 de 52.852 de pasageri. A fost numit după zona deservită.
Situat la o altitudine de 650 m, aeroportul dispune de 1 pistă. Este operat de Departamento Aeroviário do Estado de São Paulo⁠(d).

## Infrastructură

### Piste
Aeroportul dispune de o singură pistă. Pista 3/21 are suprafața de asfalt și dimensiunile 1.700 m × 35 m. 